# 라디오21
라디오21은 원래는 2002년 11월 3일, 대한민국 제16대 대통령 선거를 앞두고 새천년민주당의 대선 후보인 노무현을 지지하는 방송국 '노무현 라디오'로 개국하였다. 
여의도 대하빌딩 노무현 후보 대선 캠프에 개설된 '노무현 라디오'(Radio Roe)는 선거 기간 내내 노무현 후보 지지자들의 구심점 역할을 했다. 하루 2시간 생방송이었으나, 4시간·8시간을 거쳐 선거 전날과 선거 당일인 2002년 12월 18일과 12월 19일에는 철야 방송을 했다.
2002년 11월 24일 정몽준과의 단일화가 성사되던 밤에 다음 날 새벽까지 축하 방송을 하고 2002년 12월 18일 정몽준의 노무현 지지 철회가 있던 밤에는 명계남, 문성근 등과 함께 눈물 방송을 했으며 2002년 12월 19일 노무현이 대통령에 당선되고 노무현을 가장 먼저 인터뷰했다. 그 밖에 조선일보 무단살포 감시 방송 등도 했다. 
노무현의 대통령 당선 후 ‘노무현 라디오’는 네티즌의 공모를 통해 '라디오21'로 이름을 바꾸고 대한민국 최초의 인터넷 방송으로 상업 법인화되었다. 2003년 2월 21일 인터넷 방송국 '라디오21'로 개국하였다. 
《라디오21》은 2004년 노무현 대통령 탄핵 소추, 2004년 대한민국 제17대 국회의원 선거, 2008년 대한민국 제18대 국회의원 선거 등에서 '친노 방송사'의 길을 갔다. 2004년 4월 15일 17대 총선에서 열린우리당은 152석을 확보하였고 같은 해 5월 20일 대통령 노무현이 열린우리당에 입당하면서 열린우리당은 1987년 민주화 이후 최초로 여당으로서 국회 과반수 의석을 차지하지만 3년 후 2007년 대선에서 정권 재창출에 실패했다. 
노무현은 대통령 퇴임 후 낙향하여 친환경 농업에 매진하고 많은 국민들이 노무현 사저가 있는 봉하마을을 찾았기 때문에 2008년 대한민국 촛불 시위로 궁지에 몰린 이명박 정부 입장과 대조가 되었다. 그런 상황에서 검찰은 노무현의 포괄적 뇌물죄 혐의를 조사하게 되고 2009년 4월 30일 노무현은 전직 대통령으로서 '검찰 출두'라는 불명예를 겪었다. 이에 대한 주요 언론들의 대서특필이 이어지는 와중에 《라디오21》도 긴장 속에 이 모든 상황을 예의주시했다. 
《라디오21》은 2007년 대한민국 제17대 대통령 선거에서는 한나라당 이명박이, 2012년 대한민국 제18대 대통령 선거에서는 새누리당 박근혜가 당선되면서 쇠락의 길을 걷다가 사라졌다. 이명박 정부 시절 2008년 대한민국 촛불 시위를 맨 먼저 인터넷 생중계함으로써 인터넷 방송의 신기원을 이루기도 했다. 하지만 다음해 2009년 5월 23일 노무현의 사망을 겪게 되고 3년 후 대한민국 제18대 대통령 선거 다음날인 2012년 12월 20일에 방송이 종료되었다.

## 역사(개요)
라디오21은 대한민국 최초의 인터넷 방송으로 대한민국 제16대 대통령 선거에서 노무현 후보 대선 홍보방송으로 시작한 '노무현 라디오', 'Radio Roe'의 법인명이자 방송사이다. 노무현의 대통령 당선 이후 라디오 운동을 사회의 전 분야에 걸쳐 개혁의 동력으로 쓰자는 몇몇 뜻있는 사람들(문성근, 명계남, 김갑수, 유시민, 이승교, 강헌, 임찬규, 양경숙, 이정열, 손병휘 등 등 친노 문화계 인사들)이 십시일반 의지를 모아 2003년 1월 '새로운 인터넷 방송국 개국을 위한 준비 모임'을 결성한다.
- 1월 22일 라디오21은 준비기획단을 구성한 뒤, 기술적인 테스트를 위해 하루 2시간의 임시 방송을 시작했고,
- 1월 28일 여의도에 사무실을 개소하였으며,
- 2월 10일 공모를 통해 새로운 방송국 이름을 현재의 명칭으로 확정한 뒤에 메인 스튜디오와 보조 스튜디오 세팅을 거쳐
- 2월 21일 정식 개국했다.

라디오21은 개혁과 통일을 지향하고 국민의 방송, 사회적 약자와 소수를 위한 방송으로 '상식과 원칙이 통하는 사회 구현'을 목표로 매일 17시간 생방송을 진행하고 있으며 해외 청취자들을 위해 24시간 방송을 송출하고 있다.

## 목표
한국 최초의 상업 인터넷 라디오 방송으로,
1. 다양하고 수준 높은 방송 프로그램을 통한 네티즌의 동반자,
2. 새로운 방식의 재미 있는 시사 방송,
3. 쌍방향 커뮤니케이션을 구축하는 국민의 방송, 글로벌 방송,
4. 청취자의 비판과 질책을 수용하며 국민과 대화하는 열린 방송,
5. 개혁의 목소리를 당당하게 담아 내는 앞서 가는 방송,
6. 사회의 각종 차별을 철폐하기 위해 항상 노력하며 사회적 약자와 소수를 위하는 방송을 지향한다.

## 현황
- 라디오21의 방송권역은 인터넷이 가능한 곳이면 세계 모든 곳을 가청·가독 권역으로 삼는다.
- 콘텐츠 프로그램 중심의 TV방송 채널 1개, 종합편성 1개과 음악전문 1개 등 라디오 채널 2개, 텍스트와 멀티미디어 중심의 뉴스 채널 1개 등

3개 미디어를 보유하고 있다.
- 방송사옥은 서울특별시 영등포구 여의도동 13-2번지 삼보빌딩 7층과 8층에 위치한다.
- 세 개의 스튜디오와 300여 명이 참관할 수 있는 생방송 홀을 보유하고 있다.
- 시민의 참여와 후원 그리고 광고로 운영되고 있다.

## 조직
- 라디오21은 주식회사 법인으로서, 최고 의결기구인 이사회를 둔다.[5]
- 대표이사 사장, 전무, 본부장 산하에 편성보도제작국, TV제작국, 광고사업국, 경영관리부, 영업부 등을 둔다.
- 라디오21의 광고 책임자는 김봉재이고, 방송 책임자는 양경숙이다.
- 라디오21의 대표는 김갑수, 강헌, 서영석, 명계남, 양경숙에 이어 현재는 정유진 대표가 맡고 있다.[6]
- 이사진은 이상호 전 ‘국민의 힘’ 대표, 열린우리당 정청래 前 의원과 영화배우이자 前 민주당 최고위원인 문성근, 김은영, 정유진, 前 노사모 대표인 노혜경과 시인, 방송인이자 정치홍보전문가 양경숙이다.
- 회장은 노무현 前 대통령 후원회장인 이기명 회장이다.
- 고문은 김병준 前 참여정부 부총리가 맡고 있다.
- 방송국장은 김용민에 이어 강대희, 강우종이다.
- 진행자는 초기 문성근, 명계남, 강헌, 유시민, 김갑수의 친노 인사들은 물론 가수 신해철과 김C, 김목경, 방송인 오정해, 코미디언이자 MC인 김구라, 홍석천, 이정열, 김학도, 김정식, DJ 김광한, 국악인 신영희 등 다양한 문화계 인사들이 맡았으며, 최근까지 김동민, 최민희, 여균동, 문성근, 임수경 등 백만민란, 혁신과 정치적 통합의 주요 인사들이 방송을 하는 등 정치 문화를 선도하는 전문 방송으로 현재는 2003년부터 초기부터 방송해 온 가수 손병휘와 이지상, 방송인 박경호, 언론인 서영석, 시인 노혜경, 방송인 양경숙, 국악 교수 이현주 박사, 코미디언 노숙자와 김용, 국회 비서관 출신 가수 김지영 등이 맡고 있다.
- 세무회계는 신종태에 이어 한승래이다.

## 시청률 및 청취율
랭키닷컴 통계 1시간 당 15 ~ 30만 명의 네티즌이 동시접속하고 있으며 1일 150 ~ 300만 명 정도의 네티즌이 라디오21을 청취한다.
김승형 《라디오 21》관리팀장에 의하면 2008년 6월 현재 "기성 언론들이 보도하지 않는 집회 현장의 실황을 생생히 전달하고 있으며 촛불시위 생중계를 시작한 이후 동시접속 100만명을 할 수 있는 서버가 한 두 차례씩 서버가 다운될 정도다.

## 같이 보기
- 뉴스페이스
- 오마이뉴스
- 백만송이 국민의 명령
- 서프라이즈